# 大久保浩
大久保 浩（おおくぼ ひろし、1982年5月13日 - ）は、日本の俳優。長野県出身。ヨコザワ・プロダクション所属。松商学園高等学校出身。

## 出演
- 「美しき心のなかに」（2004年）
- 「ゴールデン・ムーン」（2005年）
- 「美しき心のなかに ディレクターズカット版」（2006年）
- 「越前蟹が渡る頃」（2006年）
- 「不倫の晩餐会[1]」（2007年）
- 「越前蟹が渡る頃」（2007年）
- 「エクソシスト・リハーサルⅡ」（2008年）
- 「雨の逃亡者」（2008年）
- 「不倫の晩餐会」（古賀プロダクション）（メインキャスト）
- 朗読劇「あたたかな手拍子が聞こえてくる山々…美唄[2][3]」（2012年）
- 朗読劇「冬の美唄…それは悲哀を運ぶ月の舟」（2013年）
- ライブ「横澤丈二　50's Birthday LIVE」（2015年）
- ライブ「『美唄炭鉱物語』シリーズ2016音楽ライブ第二弾」（2016年）

### 映画
- カイジ 人生逆転ゲーム（2009年）佐藤東弥監督
- ごくせん THE MOVIE（2009年）佐藤東弥監督
- 美唄炭鉱物語シリーズ[4][5]・横澤丈二監督
  - 『映画　美唄物語～不思議のヤマの男たち～[6]』（2013年）
  - 『映画　美唄物語2～それは時空を越えるヤマ～』（2014年）（岩川義雄役）
  - 『映画　美唄物語3～哭き枯れたヤマ～』（2014年）（岩川義雄役・主演）
  - 『映画　美唄物語4～恨（ハン）888～』（2015年）（安哲相役・主演）
  - 『映画　美唄物語5～怒りの人民裁判～』（2015年）（森田鉄男役）
  - 『映画　美唄物語6～続・怒りの人民裁判～』（2016年）（村上義一役）
  - 『映画　美唄物語7～我路　その愛～』（2016年）（岩川義雄役・主演）
  - 『映画　美唄物語8～我路　その愛～』（2017年）（岩川義雄役）

### テレビドラマ
- 逆転人生（NHK） - 上原淳役
- 踊る!さんま御殿!!（日本テレビ）
- ザ!世界仰天ニュース（日本テレビ）
- 日曜劇場「輪舞曲」（2006年、TBS）
- 徳光和夫の感動再会"逢いたい"（TBS）
- 歸國（2010年、TBS）
- 感涙!時空タイムス
- 月曜ゴールデン（TBS）
  - 十津川警部シリーズ49（2013年） - 鑑識役
  - 探偵 左文字進16（2013年）- スーツの男役
- 花嫁のれんシリーズ[7]
  - 第1シリーズ（2010年、東海テレビ） - 健太役（レギュラー）[8][9]
  - 第2シリーズ（2011年、東海テレビ） - 健太役（レギュラー）[10]
  - 第3シリーズ（2014年、東海テレビ） - 川上健太役（レギュラー）
  - 第4シリーズ（2015年、東海テレビ） - 川上健太役（レギュラー）[11]
- 「ありふれた奇跡」（2009年、フジテレビ）
- ドラマW・なぜ君は絶望と闘えたのか（2010年、WOWOW）

### PV
- これってシアワセ…＄♂♀？[12]

### CM
- アサヒビール

### ラジオドラマ
- アール・エフ・ラジオ日本「エクソシスト事務所」
- 葛飾エフエム放送「ドラマ・シンフォニー」『恋愛遊戯』
- レインボータウンエフエム放送「ラジオドラマ甲子園」『眉山の風よ！阿波の踊りに吹け！』（横谷稔役）レギュラー